# Olympische Sommerspiele 2000/Leichtathletik – 10.000 m (Männer)

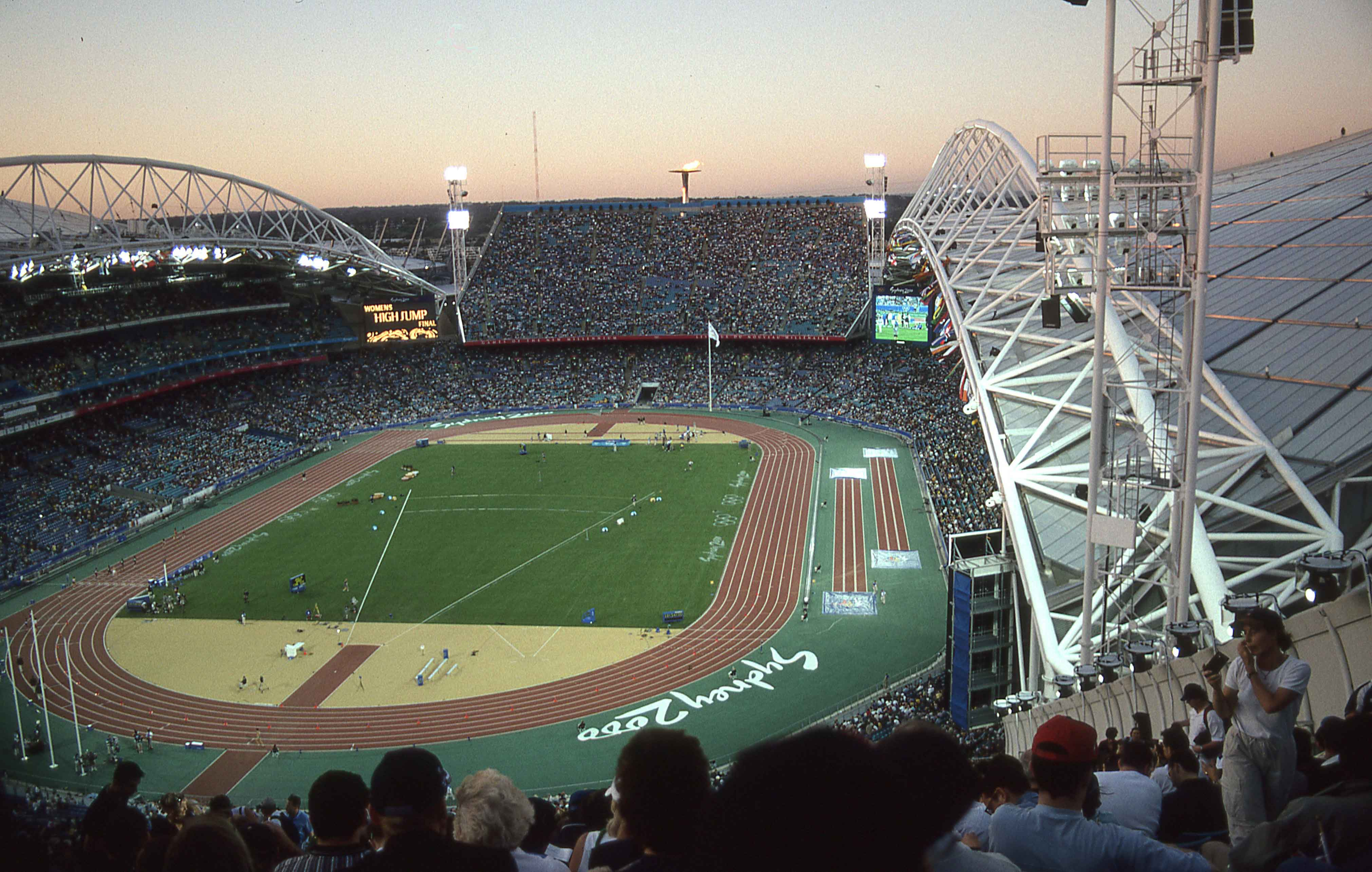
Das frühere ANZ Stadium von Sydney während der Olympischen Spiele 2000

Der 10.000-Meter-Lauf der Männer bei den Olympischen Spielen 2000 in Sydney wurde am 22. und 25. September 2000 im Stadium Australia ausgetragen. 34 Athleten nahmen teil.
Olympiasieger wurde der Äthiopier Haile Gebrselassie. Er gewann vor dem Kenianer Paul Tergat und dem Äthiopier Assefa Mezgebu.
Athleten aus Deutschland, der Schweiz, Österreich und Liechtenstein nahmen nicht teil. Der deutsche Vizeeuropameister Dieter Baumann war wegen eines positiven Dopingbefunds gesperrt und durfte nicht teilnehmen.

## Aktuelle Titelträger
| Olympiasieger 1996                      | Haile Gebrselassie ( Äthiopien) | 27:07,34 min | Atlanta 1996    |
| Weltmeister 1999                        | Haile Gebrselassie ( Äthiopien) | 27:57,27 min | Sevilla 1999    |
| Europameister 1998                      | António Pinto ( Portugal)       | 27:48,62 min | Budapest 1998   |
| Panamerikanischer Meister 1999          | Elenilson da Silva ( Brasilien) | 28:43,50 min | Winnipeg 1999   |
| Zentralamerika und Karibik-Meister 1999 | Juan Díaz ( Venezuela)          | 31:06,88 min | Bridgetown 1999 |
| Südamerika-Meister 1999                 | Silvio Guerra ( Ecuador)        | 30:30,20 min | Bogotá 1999     |
| Asienmeister 2000                       | Ahmed Ibrahim Warsama ( Katar)  | 29:53,00 min | Jakarta 2000    |
| Afrikameister 2000                      | Abraha Hadush ( Äthiopien)      | 28:40,51 min | Algier 2000     |
| Ozeanienmeister 2000                    | Brent Butler ( Guam)            | 32:36,39 min | Adelaide 2000   |

## Rekorde

### Bestehende Rekorde
| Weltrekord         | 26:22,75 min | Haile Gebrselassie ( Äthiopien) | Hengelo, Niederlande   | 1. Juni 1998  |
| Olympischer Rekord | 27:07,34 min | Haile Gebrselassie ( Äthiopien) | Finale OS Atlanta, USA | 29. Juli 1996 |

Der bestehende olympische Rekord wurde bei diesen Spielen nicht erreicht. Im schnellsten Rennen, dem ersten Vorlauf, verfehlte der äthiopische Olympiasieger Haile Gebrselassie mit seinen 27:18,20 min den Rekord um 10,86 Sekunden. Zum Weltrekord fehlten ihm 55,45 Sekunden.

### Rekordverbesserungen
Es wurden zwei Landesrekorde aufgestellt:
- 28:05,61 min – Mauricio Díaz (Chile), zweiter Vorlauf am 22. September
- 28:08,59 min – Yonas Kifle (Eritrea), zweiter Vorlauf am 22. September

## Vorrunde
Insgesamt wurden zwei Vorläufe absolviert. Für das Finale qualifizierten sich pro Lauf die ersten acht Athleten. Darüber hinaus kamen die vier Zeitschnellsten, die sogenannten Lucky Loser, weiter. Die direkt qualifizierten Läufer sind hellblau, die Lucky Loser hellgrün unterlegt.
Anmerkung:
Alle Zeiten sind in Ortszeit Atlanta (UTC−5) angegeben.

### Vorlauf 1
22. September 2000, 21:30 Uhr
| Platz | Name                 | Nation         | Zeit (min) |
| ----- | -------------------- | -------------- | ---------- |
| 1     | Haile Gebrselassie   | Äthiopien      | 27:50,01   |
| 2     | Patrick Ivuti        | Kenia          | 27:50,10   |
| 3     | John Korir           | Kenia          | 27:50,19   |
| 4     | Assefa Mezgebu       | Äthiopien      | 27:50,64   |
| 5     | Toshinari Takaoka    | Japan          | 27:59,95   |
| 6     | Samir Moussaoui      | Algerien       | 28:08,22   |
| 7     | Abdihakem Abdirahman | USA            | 28:09,04   |
| 8     | Enrique Molina       | Spanien        | 28:09,76   |
| 9     | Andres Jones         | Großbritannien | 28:11,20   |
| 10    | Armando Quintanilla  | Mexiko         | 28:14,54   |
| 11    | Sisay Bezabeh        | Australien     | 28:21,63   |
| 12    | Sean Kaley           | Kanada         | 28:36,07   |
| 13    | Robert Denmark       | Großbritannien | 28:43,74   |
| 14    | Shaun Creighton      | Australien     | 28:52,71   |
| 15    | Daniele Caimmi       | Italien        | 29:01,26   |
| 16    | Teodoro Cuñado       | Spanien        | 29:10,90   |
| 17    | Michael Aish         | Neuseeland     | 29:31,83   |

### Vorlauf 2

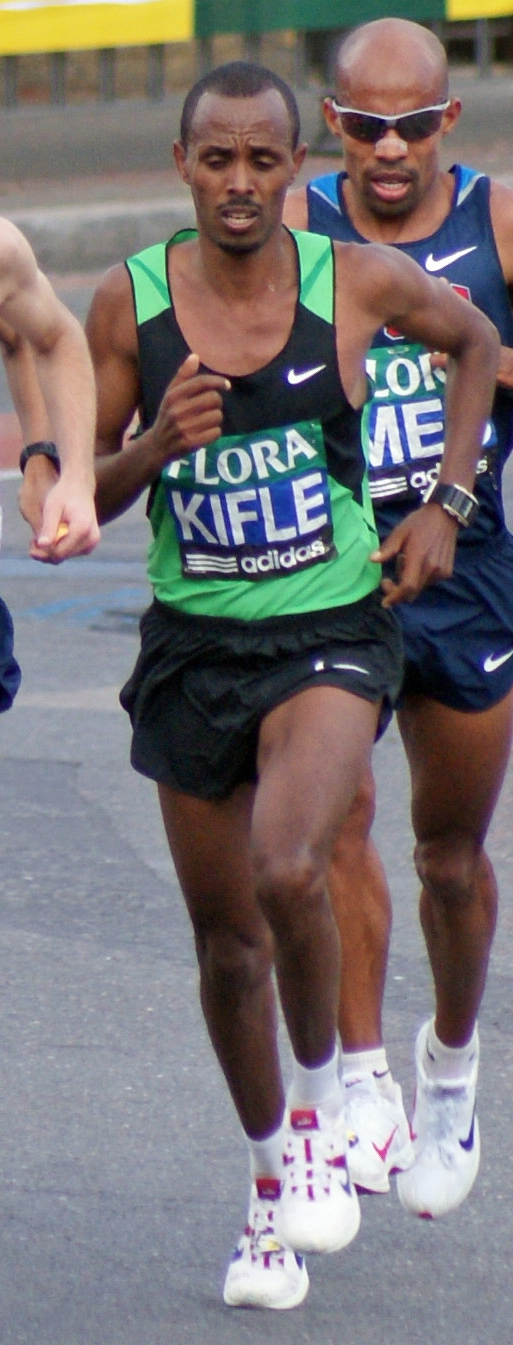
Yonas Kifle (hier beim London-Marathon 2009) scheiterte als Vierzehnter des zweiten Vorlaufs
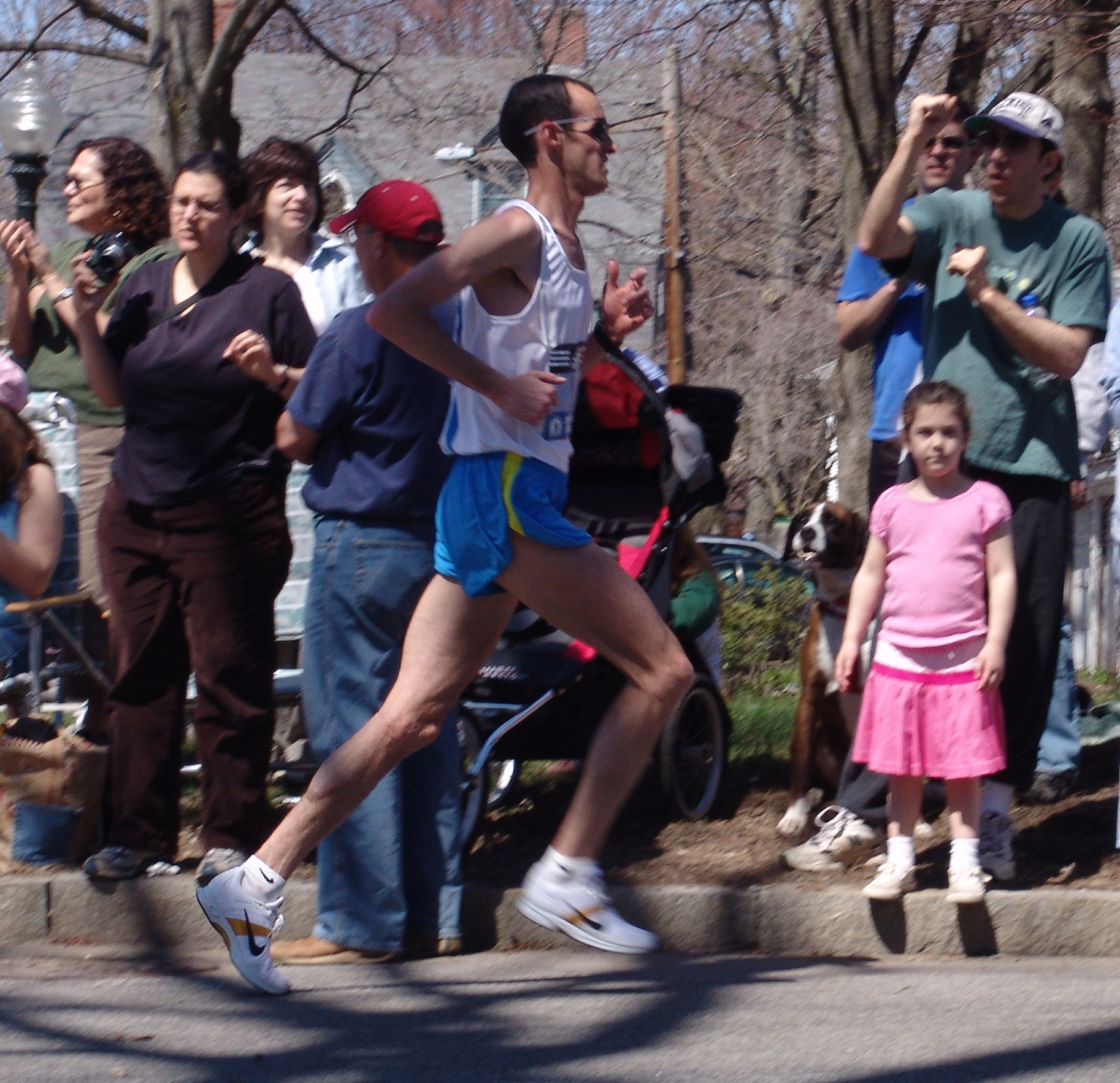
Alan Culpepper (bei einem Straßenlauf 2005) schied als Siebzehnter des zweiten Vorlaufs aus

22. September 2000, 22:05 Uhr
| Platz | Name             | Nation         | Zeit (min) | Anmerkung |
| ----- | ---------------- | -------------- | ---------- | --------- |
| 1     | Girma Tolla      | Äthiopien      | 27:44,01   |           |
| 2     | Paul Tergat      | Kenia          | 27:44,07   |           |
| 3     | Katsuhiko Hanada | Japan          | 27:45,13   |           |
| 4     | Mohammed Mourhit | Belgien        | 27:45,73   |           |
| 5     | Saïd Bérioui     | Marokko        | 27:45,83   |           |
| 6     | Karl Keska       | Großbritannien | 27:48,29   |           |
| 7     | David Galván     | Mexiko         | 27:49,53   |           |
| 8     | Aloÿs Nizigama   | Burundi        | 27:50,09   |           |
| 9     | José Ríos        | Spanien        | 27:51,40   |           |
| 10    | José Ramos       | Portugal       | 27:56,30   |           |
| 11    | Meb Keflezighi   | USA            | 27:58,96   |           |
| 12    | Rachid Berradi   | Italien        | 28:01,18   |           |
| 13    | Mauricio Díaz    | Chile          | 28:05,61   | NR        |
| 14    | Yonas Kifle      | Eritrea        | 28:08,59   | NR        |
| 15    | Jeff Schiebler   | Kanada         | 28:30,46   |           |
| 16    | Dmitri Maximow   | Russland       | 28:54,15   |           |
| 17    | Alan Culpepper   | USA            | 29:00,17   |           |

## Finale

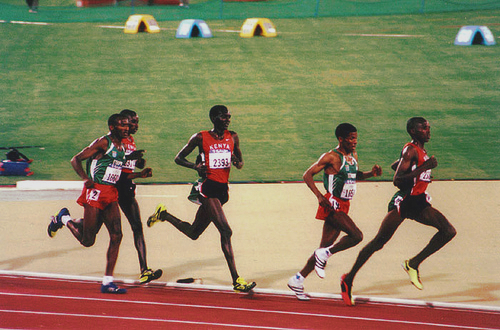
In der Schlussphase des Rennens: John Korir führt vor Haile Gebrselassie und Paul Tergat, dahinter Assefa Mezgebu (grünes Trikot) und Patrick Ivuti

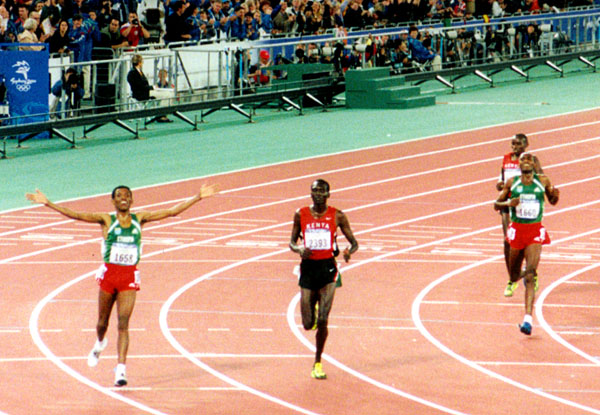
Nach dem Zieleinlauf (v. l. n. r.):: Haile Gebrselassie, Paul Tergat, Patrick Ivuti, Assefa Mezgebu (grünes Trikot)

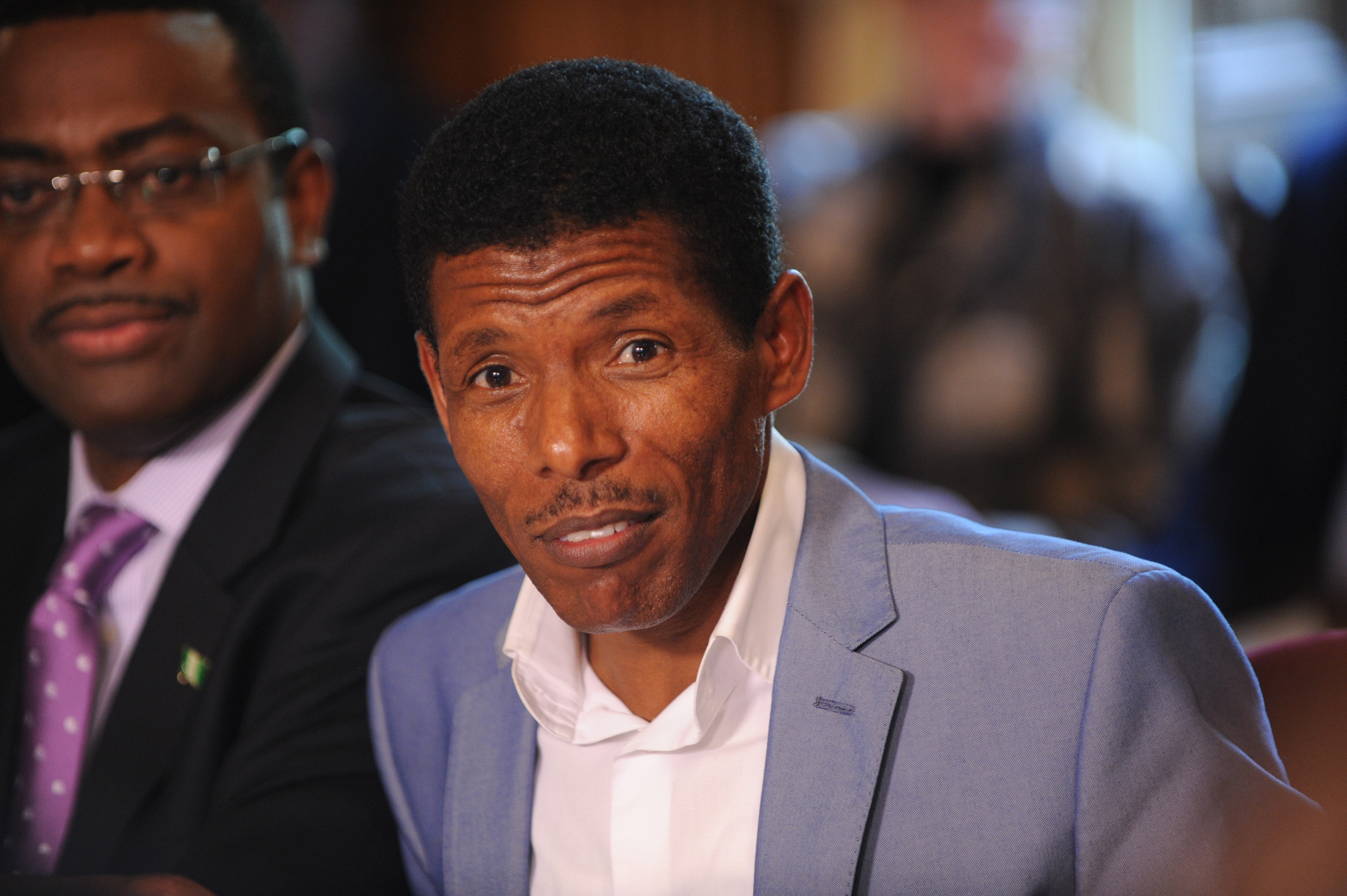
Olympiasieger Haile Gebrselassie (Foto: 2012)

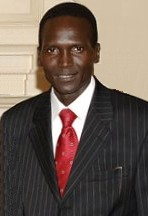
Silbermedaillengewinner Paul Tergat

25. September 2000, 22:00 Uhr
| Zwischenzeiten      | Zwischenzeiten | Zwischenzeiten                                  | Zwischenzeiten |
| Zwischenzeit- Marke | Zwischenzeit   | Führende(r)                                     | 1000-m-Zeit    |
| ------------------- | -------------- | ----------------------------------------------- | -------------- |
| 1000 m              | 2:39,52 min    | Aloÿs Nizigama                                  | 2:39,52 min    |
| 2000 m              | 5:23,31 min    | Aloÿs Nizigama                                  | 2:34,99 min    |
| 3000 m              | 8:03,03 min    | Aloÿs Nizigama                                  | 2:39,72 min    |
| 4000 m              | 10:55,47 min   | Aloÿs Nizigama                                  | 2:42,44 min    |
| 5000 m              | 13:55,88 min   | Aloÿs Nizigama                                  | 3:00,41 min    |
| 6000 m              | 16:31,19 min   | Patrick Ivuti                                   | 2:35,78 min    |
| 7000 m              | 19:24,63 min   | Aloÿs Nizigama                                  | 2:53,44 min    |
| 8000 m              | 22:04,46 min   | John Korir in einer sechsköpfigen Spitzengruppe | 2:39,83 min    |
| 9000 m              | 24:44,09 min   | John Korir in einer fünfköpfigen Spitzengruppe  | 2:39,63 min    |
| 10.000 m            | 27:18,20 min   | Haile Gebrselassie                              | 2:34,11 min    |

## Endresultat
| Platz | Name                 | Nation         | Zeit (min) |
| ----- | -------------------- | -------------- | ---------- |
| 1     | Haile Gebrselassie   | Äthiopien      | 27:18,20   |
| 2     | Paul Tergat          | Kenia          | 27:18,29   |
| 3     | Assefa Mezgebu       | Äthiopien      | 27:19,75   |
| 4     | Patrick Ivuti        | Kenia          | 27:20,44   |
| 5     | John Korir           | Kenia          | 27:24,75   |
| 6     | Saïd Bérioui         | Marokko        | 27:37,83   |
| 7     | Toshinari Takaoka    | Japan          | 27:40,44   |
| 8     | Karl Keska           | Großbritannien | 27:44,09   |
| 9     | Aloÿs Nizigama       | Burundi        | 27:44,56   |
| 10    | Abdihakem Abdirahman | USA            | 27:46,17   |
| 11    | Girma Tolla          | Äthiopien      | 27:49,75   |
| 12    | Meb Keflezighi       | USA            | 27:53,63   |
| 13    | David Galván         | Mexiko         | 27:54,56   |
| 14    | José Ramos           | Portugal       | 28:07,43   |
| 15    | Katsuhiko Hanada     | Japan          | 28:08,11   |
| 16    | Samir Moussaoui      | Algerien       | 28:17,25   |
| 17    | Rachid Berradi       | Italien        | 28:45,96   |
| 18    | José Ríos            | Spanien        | 28:50,31   |
| DNF   | Enrique Molina       | Spanien        |            |
| DNF   | Mohammed Mourhit     | Belgien        |            |

Für das Finale hatten sich drei Äthiopier und drei Kenianer qualifiziert. Hinzu kamen zwei US-Läufer, zwei Japaner und zwei Spanier. Komplettiert wurde das Starterfeld durch je einen Teilnehmer aus Algerien, Belgien, Burundi, Italien, Marokko, Mexiko, Portugal und Großbritannien.
Favorit war der Olympiasieger von 1996, Weltrekordler und amtierende Weltmeister Haile Gebrselassie aus Äthiopien. Der Silbermedaillengewinner von 1996 und Vizeweltmeister Paul Tergat aus Kenia, galt als sein stärkster Konkurrent. Weitere Medaillenkandidaten waren in erster Linie Gebrselassies und Tergats Landsleute aus Äthiopien bzw. Kenia. Zwischen diesen beiden Nationen herrschte eine besondere Rivalität bzgl. der Vormachtstellung in den Langstrecken. Für Äthiopien starteten der WM-Dritte Assefa Mezgebu und der der WM-Vierte Girma Tolla, für Kenia Patrick Mutuku Ivuti und John Cheruiyot Korir. Gegen diese Übermacht war für Läufer aus anderen Erdteilen kaum etwas zu holen.
Das Rennen war von taktischen Manövern geprägt, wobei sich die Kenianer und die Äthiopier gegenseitig belauerten. Auf der ersten Hälfte bestimmte Aloÿs Nizigama aus Burundi das Tempo. Die ersten viertausend Meter wurden sehr schnell gelaufen mit 1000-Meter-Abschnitten, die teilweise deutlich unter 2:40 min und einmal knapp über dieser Marke lagen. Anschließend legte Nizigama eine Tempopause ein und es wurde mit einer 1000-Meter-Zeit von knapp mehr als drei Minuten erheblich langsamer. Doch dabei blieb es nicht. Ivuti übernahm nun die Führung und forcierte das Tempo wieder auf ein Niveau wie zu Beginn des Rennens. Als Nizigama ihn an der Spitze noch einmal ablöste, wurde es wieder langsamer. Doch Korir sorgte anschließend wieder für ein hohes Tempo. Fünf Runden vor Schluss hatte sich eine sechsköpfige Spitzengruppe gebildet. Die Kenianer Tergat, Ivuti und Korir versuchten sich gegen Gebrselassie und seine Landsmann Mezgebu zu behaupten. Der Marokkaner Saïd Bérioui, anfangs ebenfalls Teil dieser Gruppe, konnte das Tempo nicht halten und fiel langsam zurück. Nizigama hatte bereits vorher abreißen lassen müssen. Nun hieß es vorne dreimal Kenia und zweimal Äthiopien. Korir führte die Gruppe mit hohem Tempo an, dahinter folgten Gebrselassie, Tergat, Mezgebu und Ivuti. Eingangs der letzten Runde schob sich Mezgebu vor Tergat zunächst um eine Position nach vorne. Die beiden Äthiopier liefen nun nebeneinander, um Gebrselassies Hauptgegner Tergat möglichst abzublocken. Doch auf der Gegengeraden griff Tergat an und übernahm die Führung. Er verschärfte jetzt das Tempo, nur noch die beiden Äthiopier konnten ihm folgen. Zu Ivuti gab es eine kleinere Lücke, während Korir deutlich zurückfiel. Ausgangs der Zielkurve musste auch Mezgebu abreißen lassen. Gebrselassie versuchte alles und er kam nach und nach auf gleiche Höhe mit Tergat. So hatte er in den letzten Jahren noch nie um den Sieg kämpfen müssen. Aber auch diesmal reichte es und Haile Gebrselassie wurde Olympiasieger. Somit kam es zum gleichen Zieleinlauf auf den ersten beiden Plätzen wie 1996 in Atlanta. Paul Tergat gewann Silber vor Assefa Mezgebu. Die beiden Kenianer Patrick Ivuti und John Korir folgten auf den nächsten Rängen vor Saïd Bérioui. Bester Läufer hinter den Afrikanern war der siebtplatzierte Japaner Toshinari Takaoka. Achter wurde der Brite Karl Keska. Der lange führende Aloÿs Nizigama belegte am Ende Rang neun.

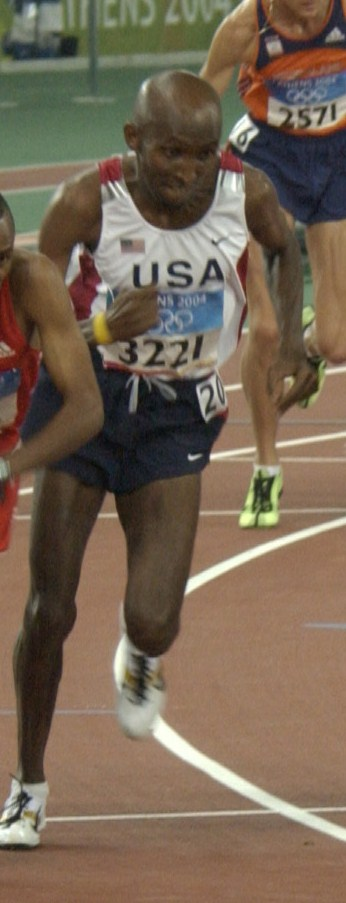
Abdihakem Abdirahman belegte im Finale Rang zehn
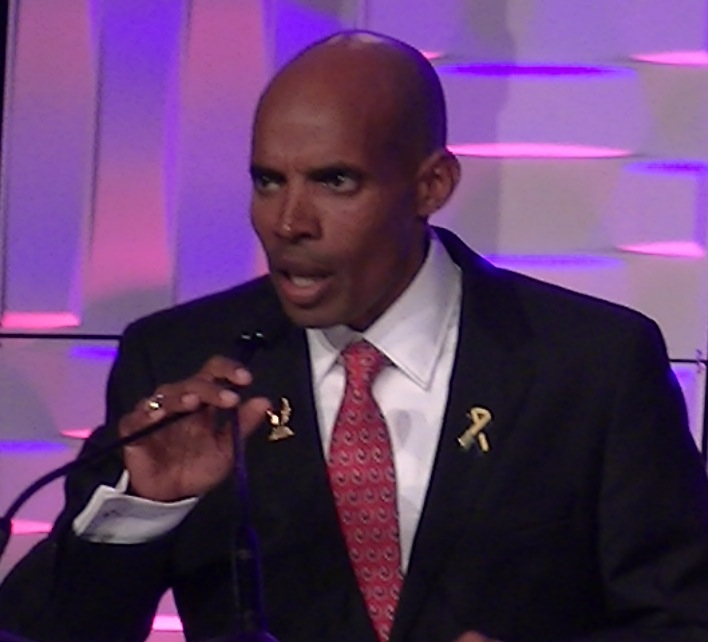
Der Olympiazwölfte Meb Keflezighi
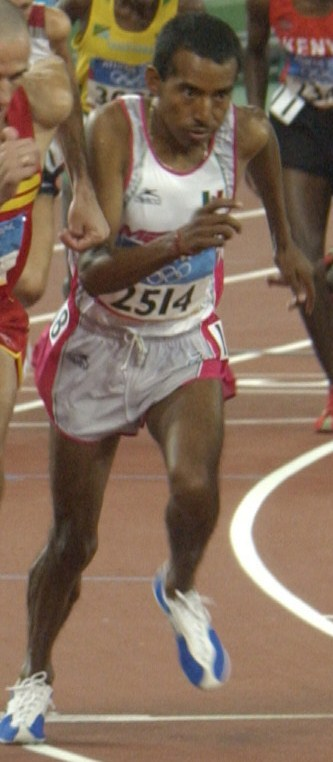
David Galván wurde Olympiadreizehnter
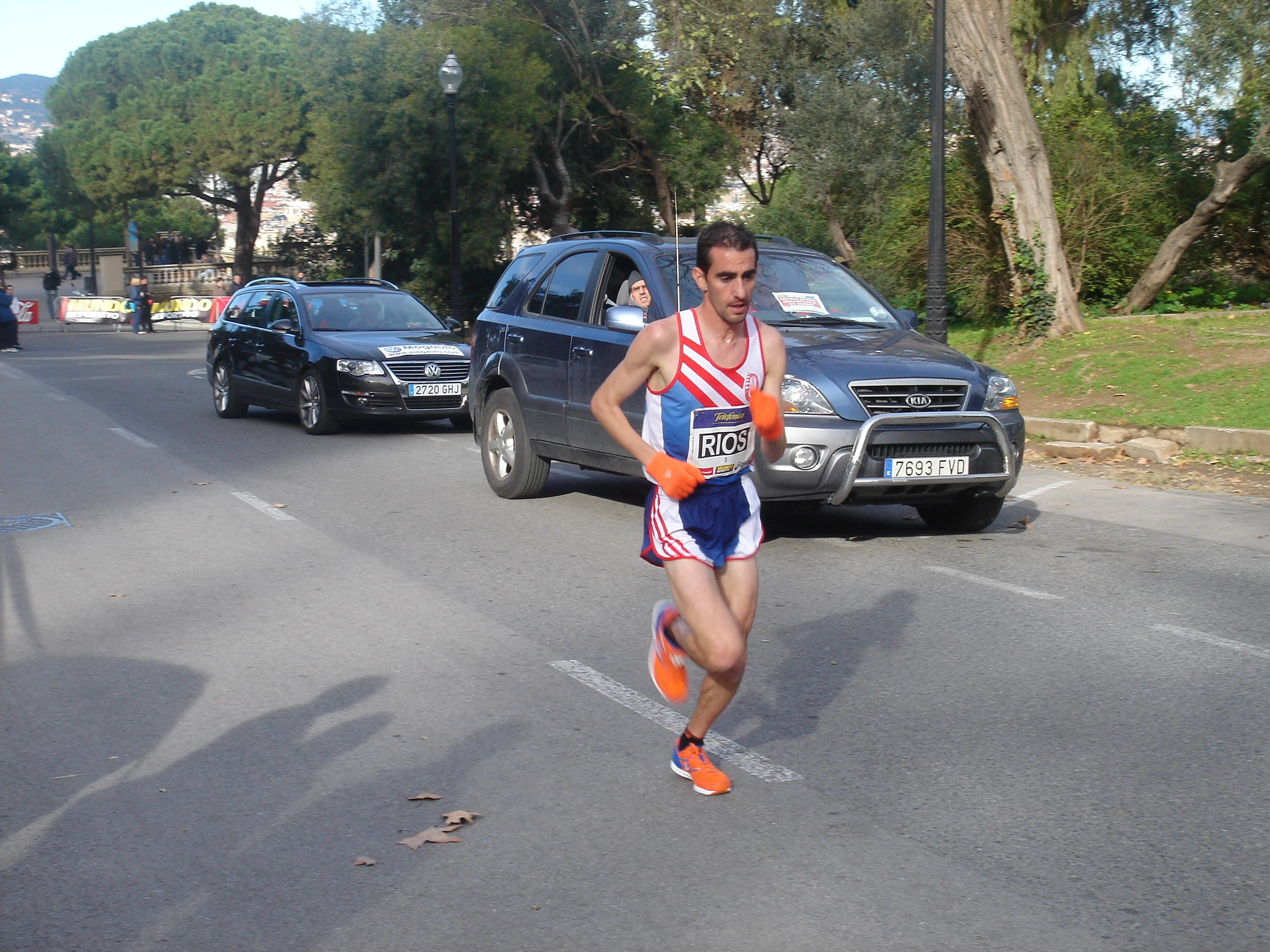
José Ríos (hier bei einem Marathon im Jahr 2008) erreichte Platz achtzehn

## Videolinks
- Haile Gebrselassie - 10,000m - Sydney 2000, Throwback Thursday, youtube.com, abgerufen am 27. Januar 2022
- 10,000m Final Men, Olympic Games Sydney 2000 Haile Gebrselassie Paul Tergat YouTube, youtube.com, abgerufen am 27. Januar 2022
- 10,000m Final Men, 2000 - Haile Gebrselassie & Paul Tergat, youtube.com, abgerufen am 20. März 2018